# Label (příkaz)
V informačních technologiích je label příkaz obsažený v některých operačních systémech (například DOS, OS/2 a Microsoft Windows používaný k vytvoření, změně anebo smazání popisku logické jednotky (například oddílu disku anebo diskety). Pokud je použit bez parametrů, mění anebo maže současný popisek. 
V Unixu a ostatních UN*Xových systémů se jméno příkazu liší podle souborového systému. Například, příkaz e2label může být využit pro oddíly typu ext2. 

## Syntaxe
```
LABEL [disk:][popisek]
LABEL [/MP] [jednotka] [popisek]
```

Argumenty
- drive: specifikuje písmeno disku
- label specifikuje popisek jednotky
- volume specifikuje písmeno disku následované dvojtečkou, přípojný bod nebo jméno jednotky

Příznaky
- /MP značí, že s jednotkou by se mělo zacházet jako s přípojným bodem anebo názvem jednotky

Poznámka: Pokud je parametr volume specifikován, příznak /MP není nutný. 

## Příklad
```
C:\Users\root>
label D: Backup

```

## Podporované souborové systémy
- FAT12
- FAT16
- FAT32
- exFAT
- NTFS

## Omezení

### Popisky FAT disků
- Popisek může obsahovat maximálně 11 znaků a může obsahovat mezery (avšak nesmí tabulátory).
- Popisky nesmí obsahovat následující znaky: ? / \ | . , ; : + = [ ] < > "
- Popisky jsou uloženy jako psané velkými písmeny nezávisle na tom, zda původně obsahovaly malá písmena

### Popisky NTFS disků
- Popisky mohou obsahovat maximálně 32 Unicode znaků